# كأس أوروبا الوسطى 1966–67
كأس أوروبا الوسطى 1966–67 هو موسم من كأس أوروبا الوسطى. أقيم خلال الفترة 9 نوفمبر 1966 وحتى 1 نوفمبر 1967، وشارك فيه  16 فريقاً، وفاز فيه نادي سبارتاك ترنافا.